# إرنست إريك نوث
إرنست إريك نوث (بالألمانية: Ernst Erich Noth)‏ (و. 1909 – 1983 م) هو محرر أدبي، وكاتب من ألمانيا، والولايات المتحدة، ولد في برلين، توفي في بنسهايم، عن عمر يناهز 74 عاماً.

## التعليم
تعلم في جامعة غوته في فرانكفورت
.